# Корабельна аварія

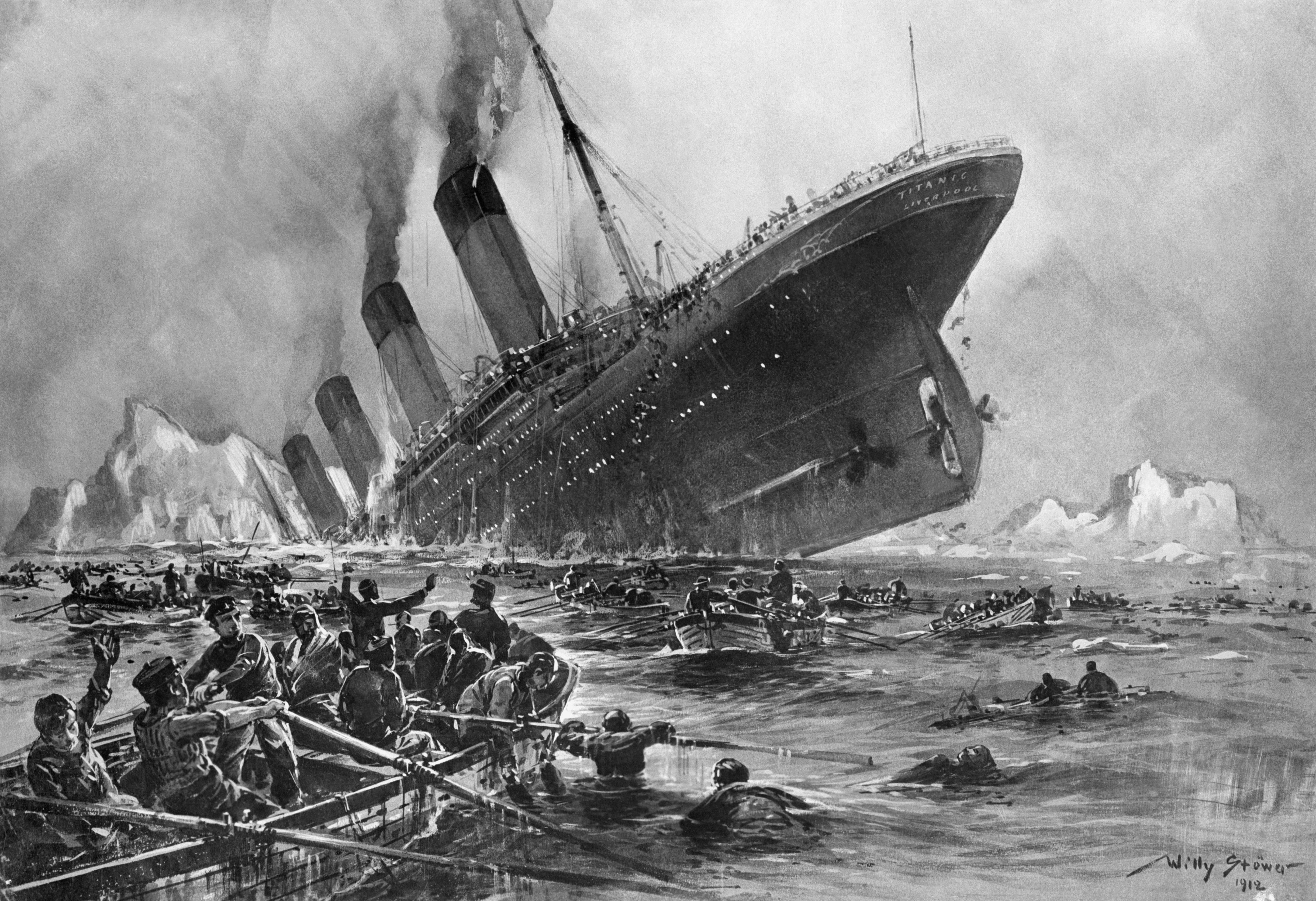
Одна з найвідоміших аварій — загибель Титаніка.

Корабе́льна ава́рія — аварія, пошкодження або вихід з ладу судна, інших технічних засобів, внаслідок зіткнення суден між собою, портовими спорудами, прибережними скелями, підводними рифами, айсбергами, внаслідок потрапляння на мілину, або в результаті пожежі. Наслідками такої пригоди, у морському праві, розглядаються тілесні ушкодження або загибель людей; загибель, чи пошкодження самого судна, пошкодження портових споруд; часткове пошкодження, чи повна втрата вантажу. Шкода може бути завдана як безпосередньо майну судновласника, так і власнику портових споруд, екологічному стану довкілля (внаслідок потрапляння шкідливих речовин з судна до водойм).
З 1833 року страхова компанія Ллойда в Лондоні (Велика Британія) веде Регістр судноплавства Ллойда (англ. Lloyd's Register of Shipping), в якому серед іншого реєструються всі морські аварії у Світовому океані та щоквартально публікується звіт з таких інцидентів на морях.

## Термінологія
- Зато́нення корабля́[5][6][7]
- Корабе́льна ава́рія[8]
- Корабе́льна катастро́фа[9]

Кальки з рос. кораблекрушение:
- Кораблеги́бель[10]
- Кораблеги́н[10]
- Кораблекра́х[11]
- Кораблетро́ща[12][13]
- Суднотро́ща[14][15].

## Охорона затонулих кораблів
Спеціальною конвенцією ЮНЕСКО затонулі в результаті корабельних катастроф судна віднесено до категорії підводної культурної спадщини.

### Довідники
- Аварія [Архівовано 16 січня 2017 у Wayback Machine.] // Українська радянська енциклопедія , Київ, 1974–1985.
- Аварія у морському праві [Архівовано 2 березня 2022 у Wayback Machine.] // Українська радянська енциклопедія , Київ, 1974–1985.
- Висоцький О. Ф. Зіткнення суден [Архівовано 9 квітня 2017 у Wayback Machine.] // Юридична енциклопедія. Київ, 1998—2004.
- Довгерт А. С. Аварія морська [Архівовано 24 листопада 2016 у Wayback Machine.] // Юридична енциклопедія. Київ, 1998—2004.
- Короткий Т. Р. Регістр судноплавства Ллойда [Архівовано 23 вересня 2020 у Wayback Machine.] //  Юридична енциклопедія. Київ, 1998—2004.